# Patrick Schmid
Patrick Schmid (ur. 1971 r.) – szwajcarski narciarz dowolny. W Pucharze Świata zadebiutował 30 listopada 2002 roku w Tignes, gdzie zajął 39. miejsce. Pierwsze pucharowe punkty wywalczył 18 stycznia 2003 roku w Laax, zajmując piętnaste miejsce. Na podium zawodów tego cyklu jedyny raz stanął 23 listopada 2003 roku w Saas-Fee, zwyciężając w skicrossie. W zawodach tych wyprzedził Austriaka Isidora Grünera i Larsa Lewéna ze Szwecji. Najlepsze wyniki osiągnął w sezonie 2003/2004, kiedy to zajął 60. miejsce w klasyfikacji generalnej, a w klasyfikacji skicrossu był piętnasty. Nigdy nie startował na mistrzostwach świata ani na igrzyskach olimpijskich.
W 2004 r. zakończył karierę.

## Osiągnięcia

### Puchar Świata

#### Miejsca w klasyfikacji generalnej
- sezon 2002/2003: 95.
- sezon 2003/2004: 60.

#### Miejsca na podium
1. Saas-Fee – 23 listopada 2003 (skicross) – 1. miejsce